# 憨豆先生的詛咒
《憨豆先生的詛咒》（英語：The  Curse of Mr. Bean），是《憨豆先生》电视剧中的第三集，制片公司Tiger Aspect Productions、泰晤士电视（为ITV中部制作）。1990年12月30日首播于ITV，首映時約1380萬觀眾。該集榮獲1991年國際艾美獎之最佳藝術節目獎項。

## 內容

### 第一幕
憨豆到公眾游泳池游泳，起初憨豆想要從兒童滑梯下水，被救生員（安格斯·迪頓飾演）制止，憨豆只好去到大型的跳台跳水，並試圖從3.81米的跳台跳水。然而憨豆有懼高症且花了一些時間滯留在上面，有兩個男孩一直在等憨豆下水，而憨豆驚慌地爬出邊緣，直到剩下一隻手撐著跳台，其中一位男孩踩憨豆的手，使憨豆跌落水池。不料憨豆掉了泳褲，泳褲還被小女孩撿去，正好救生員叫全部人從泳池上來，憨豆赤裸裸地上去，試圖回到更衣室，不料碰上一群女人，女人都被他全裸而嚇跑，憨豆也慌忙地離開。
憨豆離開停車場時，受不了昂貴的停車費（16英鎊），因此試圖從入口出去，遂以大垃圾桶觸動感應器再開車出去，把垃圾桶推離後，因其他車要進入，憨豆無奈退到盡頭。最後憨豆趁藍色三輪車里來恩特知更鳥進場時全速衝向閘口，逼退對方成功離去。

### 第二幕
憨豆去公園吃午餐，與一位男士（安格斯·迪頓分飾）同坐，憨豆看到他吃三明治，於是效仿他製成三明治來吃，並拿出一大卷麵包後剪成兩片、用信用卡將牛油塗在麵包上、將青菜洗了之後放在襪子裡面弄乾、殺死兩條生沙丁魚、用手巾鋪上花椒粒後用鞋子敲碎，將以上的材料來製成三明治。
之後該男士帶一杯茶出來喝。憨豆試圖效仿他，並拿出茶包，泡在他的熱水袋，還拿出奶瓶喝奶，並將一點奶吐在熱水袋混。憨豆準備享用午餐前，他打開手帕做成餐巾，那些散開的花椒粒使他打噴嚏，午餐全都被搞砸，這時該男士只好將自身一半的三明治給憨豆吃，憨豆放在耳朵的茶包蓋也飛了出來。

### 第三幕
憨豆開車遇上紅燈，仿效自行車推車過了馬路。之後和女友愛瑪（瑪蒂爾達·齊格勒飾演）看鬼片「A Nightmare」，憨豆在電影院遇上愛瑪，並食用爆米花，憨豆給她小盒的，還從她那邊拿爆米花吃，愛瑪想吃憨豆大盒的爆米花時，憨豆不給，甚至還在毛衣內私藏飲料喝。此外，憨豆還一直扮鬼嚇愛瑪作為玩笑，但電影開始時，憨豆被電影的劇情和音效驚嚇，並試圖離開現場但不成，於是用毛衣掩蓋自己的頭，反而嚇壞愛瑪，最後用爆米花掩蓋耳朵後，並將爆米花盒蓋著自身的頭之後，成功迴避觀賞。直到電影結束後，憨豆離場時牽到愛瑪空空的衣袖，憨豆嚇得當場尖叫，連愛瑪都被憨豆驚嚇。

## 演員
- 羅溫·艾金森 飾演 憨豆先生
- 安格斯·迪頓 飾演 游泳池救生員、公園男士
- 瑪蒂爾達·齊格勒 飾演 女友[5]

## 註解
1. ↑  官方的說法為1991年1月1日
2. ↑  . AP News Archive. 1991-11-26  [2013-02-28]. （原始内容存档于2017-02-13）.
3. ↑  . tigeraspect.   [2013-02-28]. （原始内容存档于2011-06-16）.
4. ↑  以猛鬼街：夜夜鬼纏身（A Nightmare on Elm Street: The Dream Child）為海報，但隱去後面的字
5. ↑  當時未取名，直至《聖誕快樂，憨豆先生》時才名為愛瑪·戈布。